# Balesfeld
Balesfeld is een plaats in de Duitse deelstaat Rijnland-Palts, en maakt deel uit van de Eifelkreis Bitburg-Prüm.
Balesfeld telt 196 inwoners.
Verbandsvrije stad:  Bitburg